# Le Bodéo
Le Bodéo é uma comuna francesa na região administrativa da Bretanha, no departamento Côtes-d'Armor. Estende-se por uma área de 10,05 km². Em 2010 a comuna tinha 161 habitantes (densidade: 16 hab./km²).